# Patrick Murphy (terroriste)
Pour les articles homonymes, voir Murphy et Patrick Murphy.
Patrick Murphy est un citoyen des États-Unis qui, au printemps 1929, perpétra par erreur une attaque aérienne sur la ville de Naco, dans l'état d'Arizona aux États-Unis, alors que des rebelles Cristeros avaient offert de le payer pour bombarder la ville mexicaine du même nom, et située juste de l'autre côté de la frontière. Ce crime fédéral fait de Patrick Murphy l'un des tout premiers à avoir bombardé le territoire américain pour le compte d'une puissance étrangère.

## Déroulement de l'attaque

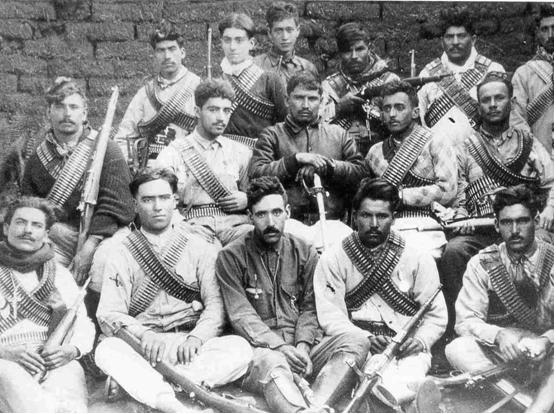
Un groupe de rebelles Cristeros, photographiés en 1928.

Au cours de la guerre des Cristeros, des rebelles mexicains en lutte contre Emilio Portes Gil avaient commandité l'attaque, car ils souhaitaient détruire la ville mexicaine de Naco, contrôlée par le gouvernement. Murphy, qui possédait un biplan, accepta la mission et quitta son bar de Brisbee, en Arizona, pour effectuer plusieurs tentatives contre Naco entre le 31 mars et le 6 avril. Il partit à bord de son avion d'épandage en emmenant des valises chargées de dynamite, de boulons, de ferrailles et de clous. 
Voulant détruire la ville mexicaine, il largua par erreur son chargement sur la ville américaine située de l'autre côté de la frontière, dans l’État d'Arizona. Il la détruisit en partie, notamment un garage, une entreprise minière, et surtout, le bureau des Postes, faisant ainsi de son action un crime fédéral. Détail plein d'ironie, Patrick Murphy détruisit également une superbe automobile appartenant à un officier mexicain, qui l'avait parquée du côté américain pour lui éviter tout risque.
La grossière imprécision de son bombardement a été diversement attribuée aux vents violents, ou à une consommation d'alcool un peu trop marquée. Quoi qu'il en soit, son avion finit par être abattu par les Federales, les troupes fédérales mexicaines, alors qu'il les narguait un peu plus tard en effectuant des figures d'acrobaties aériennes. Il ne réussit à leur échapper qu'en passant aux États-Unis, où il se fit rapidement arrêter.

## Postérité
Patrick Murphy devint ainsi l'une des premières personnes opérant pour le compte d'une puissance étrangère à avoir jamais bombardé des airs le territoire des États-Unis situé sur le continent américain.
Le chanteur de ballades Dolan Ellis a rendu hommage à Patrick Murphy dans l'une de ses chansons de son album Tall Tales, Lost Trails & Heroes.